# John F. Kennedy University
Die John F. Kennedy University war eine nicht gewinnorientierte Privatuniversität, die sich in Pleasant Hill (Kalifornien) befand und eine Außenstelle in San José führte. Sie wurde 1964 gegründet und war ab 1977 bei der WASC Senior College and University Commission akkreditiert. Sie bot sowohl Campus- als auch Online-Programme an. 2010 waren ca. 1600 Studierende eingeschrieben. Die Universität beendete ihre Aktivität im Dezember 2020 bzw. zum 1. Januar 2021.

## Campus-Programme
- Business and Professional Studies – Master of Business Administration
- College of Law – Juris Doctor, Bachelor of Arts
- Psychology – Doctorate of Psychology, MA in Counseling Psychology, MA in Sport Psychology

## Online-Programme
- Master of Business Administration
- Bachelor of Arts in Management
- Bachelor of Arts in Psychology
- MA in Consciousness and Transformative Studies
- MA in Sport Psychology